# Athanase Dupré
Athanase Dupré (Cerisiers, 28 dicembre 1808 – Rennes, 10 agosto 1869) è stato un matematico e fisico francese noto per le sue pubblicazione sulla teoria meccanica del calore (termodinamica).

## Biografia
Il suo lavoro, pubblicato nel 1860, fu fondamentale per la formulazione delle funzioni di Massieu da parte dell'ingegenere francese François Massieu, che a loro volta hanno ispirato il lavoro dell'ingegnere statunitense Willard Gibbs.